# La montagna del dio cannibale
La montagna del dio cannibale és una controvertida pel·lícula de terror italiana de 1978 dirigida per Sergio Martino. Filmada a Sri Lanka, mostra la història d'un grup de persones encapçalats per una dona, que viatgen a la selva de Nova Guinea a la recerca d'un explorador perdut, marit de la dona. És protagonitzada per Ursula Andress, Stacy Keach, Claudio Cassinelli i Antonio Marsina.
És una pel·lícula de gran controvèrsia a causa de les seves imatges de gore i violència, raó per la qual fou prohibida al Regne Unit fins 2001 i considerada un "vídeo nasty".

## Trama
Susan Stevenson (Ursula Andress) està tractant de trobar al seu marit, el desaparegut antropòleg Henry Stevenson, a les selves de Nova Guinea. Ella i el seu germà Arthur (Antonio Marsina) contracten els serveis de professor Edward Foster (Stacy Keach), qui pensa que el seu marit podria haver-s'hi dirigit a la muntanya Ra Ra Em, que es troba just davant de la costa de l'illa de Roka.
Els vilatans creuen que la muntanya està maleïda, i les autoritats no hi permetran expedicions. Per això, els exploradors arriben a l'illa d'incògnit després de creuar la selva. Amb el temps arriben a l'illa, i després d'alguns frecs contra algunes hostils anacondas, caimans i taràntulas, es troben amb un altre explorador de la jungla anomenat Manolo (Claudio Cassinelli), que està allotjat en un llogaret de missioners, i està d'acord a unir-se a ells en la seva expedició.
Les coses es compliquen quan resulta que cadascun d'ells té les seves pròpies raons particulars per a arribar a l'illa, i el trobar el marit de Susan no forma part de cap d'elles. Susan i Arthur en secret han estat buscant dipòsits d'urani. Foster revela que ell havia estat a l'illa uns anys abans i va ser presoner d'una tribu de primitius caníbals i que només ha tornat a veure si encara existeixen i acabar amb ells. No obstant això, és ferit i mor en relliscar per una cascada.
En arribar a la muntanya, Arthur és assassinat pels caníbals i Manolo i Susan són capturats i portat al seu campament. Allí descobreixen que els salvatges que adoren les restes del marit de Susan, ja que poden escoltar el tic tac del seu Comptador Geiger i creuen que és el seu cor. Els caníbals celebren festí de carn humana amb les restes d'Arthur i de rèptils. Susan és despullada, lligada i ungida amb una crema taronja per dues noies natives. Susan és adorada com una deessa en descobrir-se que era la dona d'Henry. Mentrestant, Manolo és lligat i torturat. Manolo finalment s'allibera i rescata a Susan. Tots dos finalment escapen després de suportar la dura prova.

## Repartiment
- Ursula Andress - Susan Stevenson
- Stacy Keach, - Professor Edward Foster
- Claudio Cassinelli, - Manolo
- Antonio Marsina, - Arthur
- Franco Fantasia, - Padre Moses
- Claudia Rocchi, - Sura

## Recepció i violència
La versió sense censura europea mostra escenes de violència contra els animals, que inclouen un llangardaix monitor escorxat viu i un mico viu devorat per una serp pitó. El director Sergio Martino va admetre que només va incloure aquestes escenes davant la insistència de la distribuïdora. A més la versió ampliada de la pel·lícula compta amb escenes explícites d'una masturbació d'una nadiua i una escena de sexe simulat entre un membre de la tribu i un porc salvatge.
La revisió d' AllMovie de la pel·lícula va ser negativa, qualificant-la com «una pel·lícula gràfica i desagradable amb moltes imatges nocives: violència gratuïta, atrocitats en contra dels animals i una actitud imperialista contra els pobles desfavorits».